# Yolanda (Brindis al amor)
Yolanda (Brindis al amor) ist ein mexikanischer Film aus dem Jahr 1942. Regie für diesen Liebesfilm führte Dudley Murphy, das Drehbuch verfassten Ana Antonia und Manuel Reachi.
Der Film handelt von der russischen Tänzerin Yolanda, die im Jahr 1909 mit ihrer Kompanie in Mexiko ankommt. Dort verliebt sie sich in den jungen Kadetten Julio. Dieser Liebe stellt sich jedoch der einflussreiche Carlos entgegen: Er droht Yolanda damit, dass ihre Eltern nach Sibirien deportiert würden, wenn sie seine romantischen Avancen zurückweisen würde. Julio schließt sich den Truppen an, die gegen den Präsidenten Porfirio Díaz rebellieren. Am Ende des Films erwacht Yolanda und stellt fest, dass es sich bloß um einen schlechten Traum, ausgelöst von einem Brief aus Russland, gehandelt hat. Sie und Julio können schließlich ohne Probleme heiraten.
Der Film wurde von der Firma Promesa Films produziert. Dudley hatte zuvor in den USA Independentfilme wie The Emperor Jones im Jahr 1933 gedreht. Er wurde von dem Produzenten Manuel Reachi angestellt, nachdem dieser zuvor selbst die Arbeiten an Yolanda (Brindis al amor) begonnen hatte. Seine Premiere in Mexiko hatte der Film am 14. Januar 1943. Am 26. Januar desselben Jahres wurde der Film im Museum of Modern Art aufgeführt.  Im Jahr 1951 wurde von Astor Pictures eine von 106 auf 81 Minuten gekürzte Fassung veröffentlicht. Die synchronisierte Fassung erhielt den Titel Toast to Love und die Regie wurde Arman Chelieu zugeschrieben.